# Claude Barate
Claude Barate (Bages de Rosselló, 13 de desembre del 1943) és un polític nord-català, antic diputat a l'Assemblea Nacional Francesa.

## Biografia
Membre del Reagrupament per la República, en fou elegit diputat per la primera circumscripció dels Pirineus Orientals a les eleccions legislatives franceses de 1988 i 1993. A les eleccions de 1997 la seva candidatura fou desplaçada per la del comunista Jean Vila. A les eleccions cantonals franceses de 1985 fou escollit conseller general dels Pirineus Orientals pel cantó de Perpinyà-6.